# Esboz-Brest
Esboz-Brest é uma comuna francesa na região administrativa de Borgonha-Franco-Condado, no departamento de Alto Sona. Estende-se por uma área de 9,69 km². Em 2010 a comuna tinha 459 habitantes (densidade: 47,4 hab./km²).